# Nik Kershaw
 (janvier 2018).
Si vous disposez d'ouvrages ou d'articles de référence ou si vous connaissez des sites web de qualité traitant du thème abordé ici, merci de compléter l'article en donnant les références utiles à sa vérifiabilité et en les liant à la section « Notes et références ».
Pour les articles homonymes, voir Kershaw.
Nik Kershaw est un auteur-compositeur-interprète multi-instrumentiste et producteur de disques anglais né à Bristol le 1er mars 1958.
Très populaire au Royaume-Uni, où huit de ses singles atteignent le top 40, il obtient aussi quelques succès en France, notamment avec ses tubes Wouldn't It Be Good et The Riddle, au milieu des années 1980.

## Biographie
Nicholas David Kershaw est né à Bristol, en Grande-Bretagne le 1er mars 1958. Il grandit à Ipswich, joue de la guitare et chante dans plusieurs groupes avant de décider de se consacrer à une carrière solo. Il signe son premier contrat avec MCA Records qui sort, en 1983, un premier single : I Won't Let The Sun Go Down On Me. Celui-ci échoue de peu à atteindre le top 40 au Royaume-Uni. Mais dès début 1984, il obtient un premier gros succès avec Wouldn't It Be Good et son vidéo-clip où Nik Kershaw porte un habit extraterrestre chromakey. Ce titre atteint la quatrième place du top UK (en). Trois autres tubes issus de son premier album (Human Racing, paru en 1984) intègrent eux aussi le top 20 outre Manche, dont le morceau éponyme et la réédition de son premier single (I Won't Let The Sun Go Down On Me) qui devient en fin de compte son plus grand tube et atteint la deuxième place du hit-parade anglais.
Son deuxième album, The Riddle, sort également en 1984 et remporte à nouveau un grand succès. Il sera certifié plusieurs fois disque de platine. Le single éponyme devient un tube international qui grimpe jusqu'à la troisième place du Top UK. Les titres Wide boy et Don Quixote se classeront tous deux dans le top 10.
En juillet 1985, Nik Kershaw fait partie des artistes participant au concert caritatif Live Aid, au Wembley Stadium. Il y interpréte Wouldn't It Be Good et ce moment restera comme le sommet de sa carrière[réf. souhaitée]. C'est aussi en 1985 que Elton John demande à Nik Kershaw de jouer de la guitare sur son tube Nikita.
Les albums suivants (Radio Musicola en 1986 et The Work en 1989) ne rencontrent pas le succès des deux premiers, et il faut ensuite attendre dix ans pour voir Nik Kershaw publier un nouveau disque (15 Minutes, sorti en 1999), comportant une collection de chansons plus personnelles et plus mûres qu'il n'envisageait pas de faire enregistrer par d'autres artistes.
Avec le disque To Be Frank (en 2001), Nik Kershaw propose un album au style différent de ses œuvres précédentes avec davantage de guitares (acoustiques et électriques) que de synthétiseurs.
En 2005, une nouvelle compilation est publiée sous le titre Then And Now, comprenant quatre nouvelles chansons ainsi que Old Friend (en duo avec Elton John) et Sometimes (collaboration avec Les Rythmes Digitales).
Il publie en octobre 2006 un nouveau disque intitulé You've Got To Laugh. Celui-ci comprend 12 nouvelles chansons mais n'est disponible que via son site internet ou sur iTunes. Cet album est pourtant considéré comme l'un des meilleurs qu'il ait produit[réf. souhaitée].
Suit encore EI8HT (son huitième album, publié en 2012), à l'occasion duquel il signe un retour sur scène par une mini-tournée au Royaume-Uni et quelques dates dans d'autres pays d'Europe.
Au fil des années, Nik Kershaw participe à la réalisation d'albums en collaboration avec des artistes tels que Elton John, Bonnie Tyler, Tony Banks (claviériste de Genesis) , Les Rythmes Digitales et Imogen Heap.
En 2013, il est le chanteur invité par Steve Hackett pour interpréter la chanson The Lamia lors du concert Genesis Revisited live at Hammersmith Apollo de Londres, qui fait l'objet d'un DVD du même titre. Au mois d'août, il joue une partie acoustique en solo à la Fairport's Cropredy Convention.

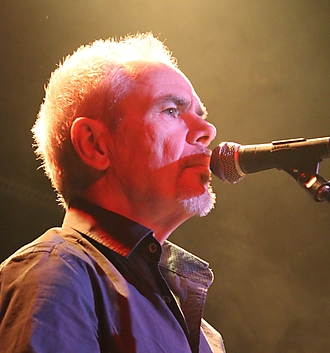
Nik Kershaw en 2013

En automne 2014, il fait une tournée au Royaume Uni et en Irlande. Il participe chaque année aux événements et festivals liés à la mémoire des années 1980l.
Vers la fin 2015 il effectue une tournée au Royaume Uni avec 31dates, en double affiche avec Go West, et le soutien de Carol Decker.
Le 11 novembre 2016, il joue à Reykjavík, en Islande, avec le groupe Todmobile. Il les rejoint sur scène après une première partie de 8 chansons et les accompagne ensuite à la guitare sur trois chansons.
En Juin 2020, il sort un EP de six nouvelles chansons. These Little Things. Oxymoron est son album studio complet le plus récent, réalisé en octobre 2020. Il est composé de 16 chansons enregistrées aux studios Abbey Road.

## Discographie

### Albums studio
- 1984 : Human Racing
- 1984 : The Riddle
- 1986 : Radio Musicola
- 1989 : The Works
- 1998 : 15 Minutes
- 2001 : To Be Frank
- 2006 : You've Got To Laugh
- 2012 : Ei8ht
- 2020 : Oxymoron
- 2022 : Songs from the Shelf, Pt. 1

### Compilations sélectives / Rééditions
- 1991 : The Collection
- 1993 : The Best Of Nik Kershaw
- 1998 : Greatest Hits
- 2005 : Then And Now: The Very Best of Nik Kershaw
- 2010 : No Frills: Solo Acoustic
- 2012 : Human Racing (Réédition remastérisée 2CD : Album original + 12 titres bonus : Faces B, Live & remixes)
- 2013 : The Riddle (Réédition remastérisée 2CD : Album original + 11 titres bonus : Faces B, Live & remixes)
- 2025 : The MCA Years (Coffret 10CD+1DVD : 4 premiers albums remasterisés + Faces B, Live, Remixes,... 13 vidéos promotionnels + Live at Hammersmith Odeon 1984 + livret de 48 pages)

## Collaborations
- 1985: "Nikita" de Elton John – Nik à la guitare électrique et aux chœurs avec George Michael.
- 1985: "Act of War" de Elton John – Kershaw à la guitare électrique
- 1991: Still de Tony Banks – Kershaw au chant sur on "Red Day on Blue Street", "I Wanna Change the Score" et "The Final Curtain". "Red Day on Blue Street" et "I Wanna Change the Score" écrites par Banks et Kershaw.
- 1993: Duets de Elton John – "Old Friend" écrite par Kershaw. Tous les instruments par Kershaw. Chant de  Kershaw et Elton John.
- 1994: "Seventeen" (single) de Let Loose - coauteur et producteur.
- 1996: "Walls of Sound" (single) tiré de l'album Strictly Inc de Tony Banks – "Back to You" coécrite par Banks et Kershaw.
- 1998: Live the Life de Michael W. Smith – "Let Me Show You The Way" coécrite par Kershaw, Smith et le producteur Stephen Lipson. Smith et Kershaw à la guitare.
- 1999: Darkdancer de Les Rythmes Digitales – "Sometimes" coécrite par Jacques Lu Cont et Kershaw. Chant par Kershaw.
- 1999: This Is Your Time de Michael W. Smith – "Hey You It's Me" – coécrite par Kershaw et  Smith. Chœurs Kershaw.
- 2001: "Island" de Orinoko – coécrite par Kershaw.
- 2010: "Come Out and Play" de Kim Wilde – Duo avec Wilde sur "Love Conquers All".
- 2010: Heavy Rain (video-game) "Falling Backwards" Écrite et chantée par Nik Kershaw
- 2012: The King of Number 33 de DeeExpus, chanson "Memo" – Chant Kershaw.
- 2012: Genesis Revisited 2 de Steve Hackett, chanson "The Lamia" – Chant Kershaw.
- 2015: "Lonely Robot" Guitare sur "Humans Being"
- 2016: "The Sky's The Limit" sur Fly (Chansons inspirées par le film : Eddie The Eagle)
- 2021: "Be Still" de Wrenne (Single) avec Nik Kershaw & Chesney Hawkes
- 2021: "Sink or Swim" de Lily Lily González "I Like You Better When You're Gone" co-écrit par Nik Kershaw
- 2021: "Lost in You" de Chesney Hawkes (Single), paroles et musique de Nik Kershaw